# 萨拉·格拉泽
萨拉·格拉泽（英語：Sarah Glaser，1961年11月18日—），旧姓赫恩登（Herndon），美国女子帆船运动员。她曾代表美国参加2000年夏季奥林匹克运动会帆船比赛，获得一枚银牌。

## 家庭
丈夫杰伊·格拉泽。